# Atalanta Bergamasca Calcio 2021-2022
Questa voce raccoglie le informazioni riguardanti l'Atalanta Bergamasca Calcio nelle competizioni ufficiali della stagione 2021-2022.

## Stagione
L'Atalanta arriva a giocarsi i quarti di finale di Europa League per la prima volta da trentuno anni: uscita dai gironi di Champions, elimina l'Olympiakos ai sedicesimi-spareggio e il Bayer Leverkusen agli ottavi, ma viene eliminata ai quarti di finale contro il Lipsia, pareggiando per 1-1 in Germania e perdendo 2-0 in casa. In campionato gli orobici chiudono al 8º posto, restando fuori dalle competizioni europee per la prima volta dal 2015-2016.

## Divise e sponsor
| Casa | Trasferta | Terza divisa | Xmas Match |

## Organigramma societario
Area direttiva
- Presidente: Antonio Percassi
- Amministratore delegato: Luca Percassi
- Consiglieri: Stephen Pagliuca, Joseph Case Pagliuca, Luca Bassi, David Benjamin Gross-Loh, Mario Volpi
- Collegio sindacale: Giambattista Negretti (Presidente), Pierluigi Paris (Sindaco Effettivo), Alessandro Michetti (Sindaco Effettivo)
- Organismo di vigilanza: Marco De Cristofaro (Presidente), Diego Fratus, Pietro Minaudo

Area organizzativa
- Direttore generale: Umberto Marino
- Direttore operativo: Roberto Spagnolo
- Direttore Amministrazione, Controllo e Finanza: Valentino Pasqualato
- Segretario generale: Marco Semprini
- Team manager: Mirco Moioli
- Responsabile del Servizio di Prevenzione e Protezione: Massimiliano Merelli
- Delegato Sicurezza Stadio: Marco Colosio
- Coordinatore Area Biglietteria-Slo: Marco Malvestiti
- Responsabile per lo sviluppo internazionale dell'area sport: Lee Congerton

Area comunicazione e marketing
- Responsabile comunicazione: Elisa Persico
- Addetto Stampa: Andrea Lazzaroni
- Direttore marketing: Romano Zanforlin
- Marketing Supervisor: Antonio Bisanti
- Licensing manager: Sara Basile
- Supporter Liaison Officer: Marco Malvestiti

Area tecnica
- Responsabile Area Tecnica: Giovanni Sartori
- Direttore sportivo: Gabriele Zamagna
- Allenatore: Gian Piero Gasperini
- Allenatore in seconda: Tullio Gritti
- Collaboratore tecnici: Mauro Fumagalli
- Preparatori atletici: Domenico Borelli, Luca Trucchi, Gabriele Boccolini
- Preparatore dei portieri: Massimo Biffi

Area sanitaria
- Responsabile sanitario: Paolo Amaddeo
- Medico sociale: Marco Bruzzone
- Fisioterapisti: Simone Campanini, Marcello Ginami, Alessio Gurioni, Michele Locatelli

Staff
- Magazzinieri: Isidoro Arrigoni, Nadia Donnini, Luca Tasca

## Rosa
Rosa e numerazione aggiornate al 31 gennaio 2022.
| N. |                           | Ruolo | Calciatore              |
| -- | ------------------------- | ----- | ----------------------- |
| 1  | Argentina (bandiera)      | P     | Juan Musso              |
| 2  | Italia (bandiera)         | D     | Rafael Tolói (capitano) |
| 3  | Danimarca (bandiera)      | D     | Joakim Mæhle            |
| 4  | Croazia (bandiera)        | D     | Boško Šutalo            |
| 6  | Argentina (bandiera)      | D     | José Luis Palomino      |
| 7  | Paesi Bassi (bandiera)    | A     | Sam Lammers             |
| 7  | Paesi Bassi (bandiera)    | C     | Teun Koopmeiners        |
| 8  | Germania (bandiera)       | D     | Robin Gosens            |
| 9  | Colombia (bandiera)       | A     | Luis Muriel             |
| 10 | Costa d'Avorio (bandiera) | A     | Jérémie Boga            |
| 11 | Svizzera (bandiera)       | C     | Remo Freuler            |
| 13 | Italia (bandiera)         | D     | Giuseppe Pezzella       |
| 15 | Paesi Bassi (bandiera)    | C     | Marten de Roon          |
| 18 | Ucraina (bandiera)        | C     | Ruslan Malinovs'kyj     |
| 19 | Albania (bandiera)        | D     | Berat Djimsiti          |
| 20 | Romania (bandiera)        | A     | Valentin Mihăilă        |
| 24 | Italia (bandiera)         | D     | Enrico Del Prato        |
| 28 | Turchia (bandiera)        | D     | Merih Demiral           |
| 31 | Italia (bandiera)         | P     | Francesco Rossi         |
| 32 | Italia (bandiera)         | C     | Matteo Pessina          |
| 33 | Paesi Bassi (bandiera)    | D     | Hans Hateboer           |
| 42 | Italia (bandiera)         | D     | Giorgio Scalvini        |

| N. |                           | Ruolo | Calciatore                 |
| -- | ------------------------- | ----- | -------------------------- |
| 43 | Slovenia (bandiera)       | P     | Matevz Dajcar              |
| 44 | Italia (bandiera)         | C     | Andrea Oliveri             |
| 45 | Italia (bandiera)         | A     | Federico Zuccon            |
| 46 | Italia (bandiera)         | D     | Giorgio Cittadini          |
| 47 | Italia (bandiera)         | P     | Tommaso Bertini            |
| 48 | Italia (bandiera)         | C     | Simone Panada              |
| 49 | Italia (bandiera)         | C     | Samuel Giovane             |
| 50 | Italia (bandiera)         | A     | Tommaso De Nipoti          |
| 51 | Costa d'Avorio (bandiera) | A     | Alassane Sidibe            |
| 52 | Italia (bandiera)         | D     | Guillaume Philippe Renault |
| 53 | Italia (bandiera)         | P     | Jacopo Sassi               |
| 57 | Italia (bandiera)         | P     | Marco Sportiello           |
| 59 | Russia (bandiera)         | C     | Aleksej Mirančuk           |
| 60 | Italia (bandiera)         | C     | Jacopo Da Riva             |
| 66 | Italia (bandiera)         | D     | Matteo Lovato              |
| 72 | Slovenia (bandiera)       | A     | Josip Iličić               |
| 77 | Italia (bandiera)         | D     | Davide Zappacosta          |
| 88 | Croazia (bandiera)        | C     | Mario Pašalić              |
| 91 | Colombia (bandiera)       | A     | Duván Zapata               |
| 99 | Italia (bandiera)         | A     | Roberto Piccoli            |
| 99 | Guinea (bandiera)         | A     | Moustapha Cissé            |

## Calciomercato

### Sessione estiva(dal 01/07 al 31/08)
| Acquisti         | Acquisti            | Acquisti   | Acquisti                                        |
| R.               | Nome                | da         | Modalità                                        |
| ---------------- | ------------------- | ---------- | ----------------------------------------------- |
| P                | Juan Musso          | Udinese    | definitivo (20 milioni €)                       |
| P                | Boris Radunović     | Verona     | fine prestito                                   |
| D                | Enrico Del Prato    | Reggina    | fine prestito                                   |
| D                | Merih Demiral       | Juventus   | prestito con diritto di riscatto                |
| D                | Matteo Lovato       | Verona     | definitivo (8 milioni € + 3 milioni € di bonus) |
| D                | Giuseppe Pezzella   | Parma      | prestito                                        |
| D                | Arkadiusz Reca      | Crotone    | fine prestito                                   |
| D                | Cristian Romero     | Genoa      | riscatto cartellino (16 milioni €)              |
| C                | Marco Carraro       | Frosinone  | fine prestito                                   |
| C                | Simone Muratore     | Reggiana   | fine prestito                                   |
| A                | Luca Valzania       | Cremonese  | fine prestito                                   |
| A                | Christian Capone    | Pescara    | fine prestito                                   |
| A                | Ebrima Colley       | Verona     | fine prestito                                   |
| A                | Emmanuel Latte Lath | Pro Patria | fine prestito                                   |
| A                | Simone Mazzocchi    | Reggiana   | fine prestito                                   |
| A                | Roberto Piccoli     | Spezia     | fine prestito                                   |
| A                | Luca Vido           | Pisa       | fine prestito                                   |
| D                | Davide Zappacosta   | Chelsea    | definitivo (10 milioni €)                       |
| A                | Teun Koopmeiners    | AZ Alkmaar | definitivo (15 milioni €)                       |
| Altre operazioni |                     |            |                                                 |
| R.               | Nome                | da         | Modalità                                        |

| Cessioni         | Cessioni            | Cessioni  | Cessioni                           |
| R.               | Nome                | a         | Modalità                           |
| ---------------- | ------------------- | --------- | ---------------------------------- |
| P                | Marco Carnesecchi   | Cremonese | rinnovo prestito                   |
| P                | Pierluigi Gollini   | Tottenham | prestito con diritto di riscatto   |
| P                | Boris Radunović     | Cagliari  | definitivo                         |
| D                | Raoul Bellanova     | Bordeaux  | fine prestito                      |
| D                | Mattia Caldara      | Milan     | fine prestito                      |
| D                | Cristian Romero     | Tottenham | prestito con diritto di riscatto   |
| C                | Viktor Kovalenko    | Spezia    | prestito                           |
| A                | Musa Barrow         | Bologna   | riscatto cartellino (12 milioni €) |
| A                | Ebrima Colley       | Spezia    | prestito con diritto di riscatto   |
| A                | Emmanuel Latte Lath | SPAL      | prestito                           |
| A                | Simone Mazzocchi    | Ternana   | prestito                           |
| A                | Luca Vido           | Cremonese | prestito                           |
| Altre operazioni |                     |           |                                    |
| R.               | Nome                | a         | Modalità                           |

### Sessione invernale(dal 03/01 al 31/01)
| Acquisti         | Acquisti         | Acquisti           | Acquisti                         |
| R.               | Nome             | da                 | Modalità                         |
| ---------------- | ---------------- | ------------------ | -------------------------------- |
| A                | Jérémie Boga     | Sassuolo           | prestito con obbligo di riscatto |
| A                | Valentin Mihăilă | Parma              | prestito                         |
| Altre operazioni |                  |                    |                                  |
| R.               | Nome             | da                 | Modalità                         |
| A                | Moustapha Cissé  | Rinascita Refugees | definitivo                       |

| Cessioni         | Cessioni        | Cessioni | Cessioni                         |
| R.               | Nome            | a        | Modalità                         |
| ---------------- | --------------- | -------- | -------------------------------- |
| D                | Matteo Lovato   | Cagliari | prestito                         |
| A                | Roberto Piccoli | Genoa    | prestito                         |
| A                | Robin Gosens    | Inter    | prestito con obbligo di riscatto |
| Altre operazioni |                 |          |                                  |
| R.               | Nome            | a        | Modalità                         |

## Risultati

### Serie A

#### Girone di andata
| Arbitro: | Chiffi (Padova) |

|             |           |                         |
| Belotti 79’ | Marcatori | 6’ Muriel 90+3’ Piccoli |

| Bergamo 28 agosto 2021, ore 18:30 CEST 2ª giornata | Atalanta       | 0 – 0 referto | Bologna | Gewiss Stadium (7 912 spett.)\| Arbitro: \| Orsato (Schio) \| |
| Arbitro:                                           | Orsato (Schio) |               |         |                                                               |

| Arbitro: | Marini (Roma) |

|                   |           |                                 |
| Zapata 65’ (rig.) | Marcatori | 33’ (rig.), 49’ (rig.) Vlahović |

| Arbitro: | Valeri (Roma) |

|  |           |            |
|  | Marcatori | 75’ Zapata |

| Arbitro: | Massa (Imperia) |

|                          |           |             |
| Gosens 3’ Zappacosta 37’ | Marcatori | 44’ Berardi |

| Arbitro: | Maresca (Napoli) |

|                       |           |                            |
| Martínez 5’ Džeko 71’ | Marcatori | 30’ Malinovs'kyj 38’ Tolói |

| Arbitro: | Di Bello (Brindisi) |

|                                 |           |                                 |
| Zapata 86’ (rig.) Pašalić 90+4’ | Marcatori | 1’ Calabria 43’ Tonali 78’ Leão |

| Arbitro: | Serra (Torino) |

|                  |           |                                            |
| Di Francesco 30’ | Marcatori | 11’, 26’ Ilicic 49’ (aut.) Viti 89’ Zapata |

| Arbitro: | Marinelli (Tivoli) |

|                  |           |            |
| Malinovs'kyj 56’ | Marcatori | 90+4’ Beto |

| Arbitro: | Prontera (Bologna) |

|            |           |                                              |
| Caputo 10’ | Marcatori | 17’ (aut.) Askildsen 21’ Zapata 90+5’ Ilicic |

| Arbitro: | Guida (Torre Annunziata) |

|                            |           |                        |
| Zapata 45+1’ De Roon 90+4’ | Marcatori | 18’ Pedro 74’ Immobile |

| Arbitro: | Piccinini (Forlì) |

|                |           |                       |
| João Pedro 27’ | Marcatori | 6’ Pašalić 43’ Zapata |

| Arbitro: | Abisso (Palermo) |

|                                                                |           |                  |
| Pašalić 18’, 41’ Zapata 38’ (rig.) Muriel 83’ Malinovs'kyj 89’ | Marcatori | 11’, 90+1’ Nzola |

| Arbitro: | Ayroldi (Molfetta) |

|  |           |            |
|  | Marcatori | 28’ Zapata |

| Arbitro: | Santoro (Messina) |

|                                      |           |  |
| Pašalić 7’, 12’, 67’ Koopmeiners 57’ | Marcatori |  |

| Arbitro: | Mariani (Aprilia) |

|                           |           |                                         |
| Zielinski 40’ Mertens 47’ | Marcatori | 7’ Malinovs'kyj 66’ Demiral 71’ Freuler |

| Arbitro: | Sacchi (Macerata) |

|             |           |                              |
| Simeone 22’ | Marcatori | 37’ Mirančuk 62’ Koopmeiners |

| Arbitro: | Irrati (Pistoia) |

|                        |           |                                          |
| Cristante 45+1’ (aut.) | Marcatori | 1’, 82’ Abraham 27’ Zaniolo 72’ Smalling |

| Genova 21 dicembre 2021, ore 20:45 CET 19ª giornata | Genoa         | 0 – 0 referto | Atalanta | Stadio Luigi Ferraris (6 000 spett.)\| Arbitro: \| Valeri (Roma) \| |
| Arbitro:                                            | Valeri (Roma) |               |          |                                                                     |

#### Girone di ritorno
| Arbitro: | Abisso (Palermo) |

|                                                       |           |                                                             |
| Muriel 17’ (rig.), 84’ (rig.) De Roon 23’ Pašalić 78’ | Marcatori | 4’ Sanabria 36’ (rig.), 63’ (rig.) Lukić 67’ (aut.) Freuler |

| Arbitro: | Fabbri (Ravenna) |

|                              |           |                                                                      |
| Djimsiti 59’ (aut.) Beto 88’ | Marcatori | 17’ Pašalić 22’, 76’ Muriel 43’ Malinovs'kyj 89’ Mæhle 90+2’ Pessina |

| Bergamo 16 gennaio 2022, ore 20:45 CET 22ª giornata | Atalanta        | 0 – 0 referto | Inter | Gewiss Stadium (5 000 spett.)\| Arbitro: \| Massa (Imperia) \| |
| Arbitro:                                            | Massa (Imperia) |               |       |                                                                |

| Roma 22 gennaio 2022, ore 20:45 CET 23ª giornata | Lazio           | 0 – 0 referto | Atalanta | Stadio Olimpico (4 000 spett.)\| Arbitro: \| Sozza (Seregno) \| |
| Arbitro:                                         | Sozza (Seregno) |               |          |                                                                 |

| Arbitro: | Prontera (Bologna) |

|              |           |                  |
| Palomino 64’ | Marcatori | 50’, 68’ Pereiro |

| Arbitro: | Mariani (Aprilia) |

|                  |           |              |
| Malinovs'kyj 76’ | Marcatori | 90+2’ Danilo |

| Arbitro: | Doveri (Roma) |

|            |           |  |
| Piątek 56’ | Marcatori |  |

| Arbitro: | Sozza (Seregno) |

|                                              |           |  |
| Pašalić 6’ Koopmeiners 29’, 61’ Mirančuk 86’ | Marcatori |  |

| Arbitro: | Massa (Imperia) |

|             |           |  |
| Abraham 32’ | Marcatori |  |

| Bergamo 13 marzo 2022, ore 18:00 CET 29ª giornata | Atalanta         | 0 – 0 referto | Genoa | Gewiss Stadium (9 140 spett.)\| Arbitro: \| Abisso (Palermo) \| |
| Arbitro:                                          | Abisso (Palermo) |               |       |                                                                 |

| Arbitro: | Maresca (Napoli) |

|  |           |           |
|  | Marcatori | 82’ Cissé |

| Arbitro: | Di Bello (Brindisi) |

|             |           |                                           |
| De Roon 58’ | Marcatori | 14’ (rig.) Insigne 37’ Politano 81’ Elmas |

| Arbitro: | Sacchi (Macerata) |

|                 |           |              |
| Traorè 21’, 64’ | Marcatori | 90+3’ Muriel |

| Arbitro: | Piccinini (Forlì) |

|              |           |                                         |
| Scalvini 82’ | Marcatori | 45+2’ Ceccherini 55’ (aut.) Koopmeiners |

| Arbitro: | Fourneau (Roma) |

|             |           |                                   |
| Črnigoj 80’ | Marcatori | 44’ Pašalić 47’ Zapata 63’ Muriel |

| Arbitro: | Guida (Torre Annunziata) |

|             |           |             |
| Pašalić 88’ | Marcatori | 27’ Éderson |

| Arbitro: | Maresca (Napoli) |

|           |           |                                     |
| Verde 30’ | Marcatori | 16’ Muriel 73’ Djimsiti 87’ Pašalić |

| Arbitro: | Orsato (Schio) |

|                        |           |  |
| Leão 56’ Hernández 75’ | Marcatori |  |

| Arbitro: | Abisso (Palermo) |

|  |           |            |
|  | Marcatori | 79’ Štulac |

### Coppa Italia

#### Fase a eliminazione diretta
| Arbitro: | Pezzuto (Lecce) |

|                       |           |  |
| Muriel 12’ Maehle 88’ | Marcatori |  |

| Arbitro: | Fabbri (Ravenna) |

|                         |           |                                        |
| Zappacosta 30’ Boga 56’ | Marcatori | 9’ (rig.), 71’ Piątek 90+4’ Milenković |

### UEFA Champions League

#### Fase a gironi
| Arbitro: | Turpin |

|                           |           |                       |
| Trigueros 39’ Danjuma 73’ | Marcatori | 6’ Freuler 83’ Gosens |

| Arbitro: | Brych |

|             |           |  |
| Pessina 68’ | Marcatori |  |

| Arbitro: | Marciniak |

|                                      |           |                         |
| Rashford 53’ Maguire 75’ Ronaldo 81’ | Marcatori | 15’ Pašalić 29’ Demiral |

| Arbitro: | Vinčić |

|                       |           |                      |
| Iličić 12’ Zapata 56’ | Marcatori | 45+1’, 90+1’ Ronaldo |

| Arbitro: | Siebert |

|                                     |           |                                    |
| Siebatcheu 39’ Sierro 80’ Hefti 84’ | Marcatori | 10’ Zapata 51’ Palomino 88’ Muriel |

| Arbitro: | Taylor |

|                             |           |                            |
| Malinovs'kyj 71’ Zapata 80’ | Marcatori | 3’, 51’ Danjuma 42’ Capoue |

### UEFA Europa League

#### Fase a eliminazione diretta
| Arbitro: | Schärer |

|                   |           |              |
| Djimsiti 61’, 63’ | Marcatori | 16’ Tiquinho |

| Arbitro: | Del Cerro Grande |

|  |           |                                 |
|  | Marcatori | 40’ Mæhle 67’, 69’ Malinovs'kyj |

| Arbitro: | Jovanović |

|                                  |           |                        |
| Malinovs'kyj 23’ Muriel 25’, 49’ | Marcatori | 11’ Aránguiz 63’ Diaby |

| Arbitro: | Letexier |

|  |           |            |
|  | Marcatori | 90+1’ Boga |

| Arbitro: | Oliver |

|                       |           |            |
| Zappacosta 58’ (aut.) | Marcatori | 17’ Muriel |

| Arbitro: | Mateu Lahoz |

|  |           |                        |
|  | Marcatori | 18’, 87’ (rig.) Nkunku |

## Statistiche

### Statistiche di squadra
| Competizione     | Punti | In casa | In casa | In casa | In casa | In casa | In casa | In trasferta | In trasferta | In trasferta | In trasferta | In trasferta | In trasferta | Totale | Totale | Totale | Totale | Totale | Totale | DR  |
| Competizione     | Punti | G       | V       | N       | P       | Gf      | Gs      | G            | V            | N            | P            | Gf           | Gs           | G      | V      | N      | P      | Gf     | Gs     | DR  |
| ---------------- | ----- | ------- | ------- | ------- | ------- | ------- | ------- | ------------ | ------------ | ------------ | ------------ | ------------ | ------------ | ------ | ------ | ------ | ------ | ------ | ------ | --- |
| Serie A          | 59    | 19      | 4       | 8       | 7       | 31      | 29      | 19           | 12           | 3            | 4            | 34           | 19           | 38     | 16     | 11     | 11     | 65     | 48     | +17 |
| Coppa Italia     | -     | 2       | 1       | 0       | 1       | 4       | 3       | 0            | 0            | 0            | 0            | 0            | 0            | 2      | 1      | 0      | 1      | 4      | 3      | +1  |
| Champions League | 6     | 3       | 1       | 1       | 1       | 5       | 5       | 3            | 0            | 2            | 1            | 7            | 8            | 6      | 1      | 3      | 2      | 12     | 13     | -1  |
| Europa League    | -     | 3       | 2       | 0       | 1       | 5       | 5       | 3            | 2            | 1            | 0            | 5            | 1            | 6      | 4      | 1      | 1      | 10     | 6      | +4  |
| Totale           | -     | 27      | 8       | 9       | 10      | 45      | 42      | 25           | 14           | 6            | 5            | 46           | 28           | 52     | 22     | 15     | 15     | 91     | 70     | +21 |

### Andamento in campionato
| Giornata  | 1 | 2 | 3 | 4 | 5 | 6 | 7 | 8 | 9 | 10 | 11 | 12 | 13 | 14 | 15 | 16 | 17 | 18 | 19 | 20 | 21 | 22 | 23 | 24 | 25 | 26 | 27 | 28 | 29 | 30 | 31 | 32 | 33 | 34 | 35 | 36 | 37 | 38 |
| --------- | - | - | - | - | - | - | - | - | - | -- | -- | -- | -- | -- | -- | -- | -- | -- | -- | -- | -- | -- | -- | -- | -- | -- | -- | -- | -- | -- | -- | -- | -- | -- | -- | -- | -- | -- |
| Luogo     | T | C | C | T | C | T | C | T | C | T  | C  | T  | C  | T  | C  | T  | T  | C  | T  | C  | T  | C  | T  | C  | C  | T  | C  | T  | C  | T  | C  | T  | C  | T  | C  | T  | T  | C  |
| Risultato | V | N | P | V | V | N | P | V | N | V  | N  | V  | V  | V  | V  | V  | V  | P  | N  | N  | V  | N  | N  | P  | N  | P  | V  | P  | N  | V  | P  | P  | P  | V  | N  | V  | P  | P  |
| Posizione | 1 | 6 | 9 | 6 | 5 | 6 | 6 | 5 | 5 | 5  | 5  | 4  | 4  | 4  | 4  | 4  | 3  | 4  | 4  | 4  | 4  | 4  | 4  | 5  | 5  | 5  | 5  | 6  | 7  | 6  | 7  | 8  | 8  | 8  | 8  | 8  | 8  | 8  |

Fonte:  Serie A – Classifica, su legaseriea.it.
Legenda:

Luogo: C = Casa; T = Trasferta. Risultato: V = Vittoria; N = Pareggio; P = Sconfitta.

### Statistiche dei giocatori
| Giocatore       | Serie A  | Serie A | Serie A     | Serie A    | Coppa Italia | Coppa Italia | Coppa Italia | Coppa Italia | Champions League | Champions League | Champions League | Champions League | Europa League | Europa League | Europa League | Europa League | Totale   | Totale | Totale      | Totale     |
| Giocatore       | Presenze | Reti    | Ammonizioni | Espulsioni | Presenze     | Reti         | Ammonizioni  | Espulsioni   | Presenze         | Reti             | Ammonizioni      | Espulsioni       | Presenze      | Reti          | Ammonizioni   | Espulsioni    | Presenze | Reti   | Ammonizioni | Espulsioni |
| --------------- | -------- | ------- | ----------- | ---------- | ------------ | ------------ | ------------ | ------------ | ---------------- | ---------------- | ---------------- | ---------------- | ------------- | ------------- | ------------- | ------------- | -------- | ------ | ----------- | ---------- |
| J. Boga         | 15       | 0       | 0           | 0          | 1            | 1            | 0            | 0            | -                | -                | -                | -                | 6             | 1             | 0             | 0             | 22       | 2      | 0           | 0          |
| M. E. Cissé     | 3        | 1       | 0           | 0          | -            | -            | -            | -            | -                | -                | -                | -                | -             | -             | -             | -             | 3        | 1      | 0           | 0          |
| G. Cittadini    | 2        | 0       | 0           | 0          | -            | -            | -            | -            | -                | -                | -                | -                | 1             | 0             | 0             | 0             | 3        | 0      | 0           | 0          |
| T. De Nipoti    | 1        | 0       | 0           | 0          | -            | -            | -            | -            | -                | -                | -                | -                | -             | -             | -             | -             | 1        | 0      | 0           | 0          |
| M. de Roon      | 30       | 3       | 7           | 1          | 2            | 0            | 1            | 0            | 6                | 0                | 2                | 0                | 6             | 0             | 0             | 0             | 44       | 3      | 10          | 1          |
| M. Demiral      | 28       | 1       | 8           | 0          | 2            | 0            | 0            | 0            | 6                | 1                | 1                | 0                | 6             | 0             | 2             | 0             | 42       | 2      | 11          | 0          |
| B. Djimsiti     | 31       | 1       | 6           | 0          | 1            | 0            | 0            | 0            | 5                | 0                | 0                | 0                | 4             | 2             | 0             | 0             | 41       | 3      | 6           | 0          |
| R. Freuler      | 29       | 1       | 9           | 0          | 2            | 0            | 0            | 0            | 6                | 1                | 0                | 0                | 6             | 0             | 1             | 0             | 43       | 2      | 10          | 0          |
| D. Ghislandi    | -        | -       | -           | -          | -            | -            | -            | -            | -                | -                | -                | -                | -             | -             | -             | -             | -        | -      | -           | -          |
| R. Gosens       | 6        | 1       | 2           | 0          | -            | -            | -            | -            | 2                | 1                | 0                | 0                | -             | -             | -             | -             | 8        | 2      | 2           | 0          |
| H. Hateboer     | 21       | 0       | 1           | 0          | 2            | 0            | 0            | 0            | 1                | 0                | 0                | 0                | 6             | 0             | 1             | 0             | 30       | 0      | 2           | 0          |
| J. Iličič       | 20       | 3       | 1           | 0          | -            | -            | -            | -            | 4                | 1                | 0                | 0                | -             | -             | -             | -             | 24       | 4      | 1           | 0          |
| T. Koopmeiners  | 30       | 4       | 4           | 0          | 2            | 0            | 1            | 0            | 5                | 0                | 0                | 0                | 6             | 0             | 1             | 0             | 43       | 4      | 6           | 0          |
| S. Lammers      | 2        | 0       | 0           | 0          | -            | -            | -            | -            | -                | -                | -                | -                | -             | -             | -             | -             | 2        | 0      | 0           | 0          |
| M. Lovato       | 6        | 0       | 1           | 0          | -            | -            | -            | -            | 1                | 0                | 1                | 0                | -             | -             | -             | -             | 7        | 0      | 2           | 0          |
| J. Mæhle        | 26       | 1       | 2           | 0          | 1            | 1            | 0            | 0            | 5                | 0                | 0                | 0                | 3             | 1             | 0             | 0             | 35       | 3      | 2           | 0          |
| R. Malinovs'kyj | 30       | 6       | 10          | 0          | 1            | 0            | 0            | 0            | 5                | 1                | 0                | 0                | 5             | 3             | 0             | 0             | 41       | 10     | 10          | 0          |
| V. Mihăilă      | 5        | 0       | 0           | 0          | 0            | 0            | 0            | 0            | 0                | 0                | 0                | 0                | 2             | 0             | 0             | 0             | 7        | 0      | 0           | 0          |
| A. Mirančuk     | 19       | 2       | 0           | 0          | 1            | 0            | 0            | 0            | 2                | 0                | 0                | 0                | 3             | 0             | 0             | 0             | 25       | 2      | 0           | 0          |
| L. Muriel       | 27       | 9       | 1           | 0          | 2            | 1            | 0            | 0            | 5                | 1                | 1                | 0                | 5             | 3             | 0             | 0             | 39       | 14     | 2           | 0          |
| J. Musso        | 33       | -42     | 1           | 1          | 2            | -3           | 0            | 0            | 6                | -13              | 0                | 0                | 6             | -6            | 0             | 0             | 47       | -64    | 1           | 1          |
| J. Palomino     | 34       | 1       | 9           | 0          | 2            | 0            | 0            | 0            | 5                | 1                | 1                | 0                | 4             | 0             | 1             | 0             | 45       | 2      | 11          | 0          |
| M. Pašalić      | 37       | 13      | 3           | 0          | 2            | 0            | 1            | 0            | 5                | 1                | 1                | 0                | 4             | 0             | 1             | 0             | 48       | 14     | 6           | 0          |
| M. Pessina      | 27       | 1       | 0           | 0          | 2            | 0            | 0            | 0            | 4                | 1                | 0                | 0                | 4             | 0             | 0             | 0             | 37       | 2      | 0           | 0          |
| G. Pezzella     | 21       | 0       | 3           | 0          | 1            | 0            | 0            | 0            | 3                | 0                | 0                | 0                | 4             | 0             | 1             | 0             | 29       | 0      | 4           | 0          |
| R. Piccoli      | 12       | 1       | 0           | 0          | -            | -            | -            | -            | 0                | 0                | 0                | 0                | -             | -             | -             | -             | 12       | 1      | 0           | 0          |
| F. Rossi        | 1        | -1      | 0           | 0          | -            | -            | -            | -            | 0                | 0                | 0                | 0                | -             | -             | -             | -             | 1        | -1     | 0           | 0          |
| G. Scalvini     | 18       | 1       | 1           | 0          | 1            | 0            | 0            | 0            | 0                | 0                | 0                | 0                | 2             | 0             | 0             | 0             | 21       | 1      | 1           | 0          |
| A. Sidibe       | 1        | 0       | 0           | 0          | -            | -            | -            | -            | -                | -                | -                | -                | -             | -             | -             | -             | 1        | 0      | 0           | 0          |
| M. Sportiello   | 5        | -5      | 1           | 0          | -            | -            | -            | -            | 0                | 0                | 0                | 0                | -             | -             | -             | -             | 5        | -5     | 1           | 0          |
| B. Šutalo       | -        | -       | -           | -          | -            | -            | -            | -            | -                | -                | -                | -                | -             | -             | -             | -             | -        | -      | -           | -          |
| R. Tolói        | 20       | 1       | 6           | 0          | -            | -            | -            | -            | 4                | 0                | 0                | 0                | 4             | 0             | 2             | 0             | 28       | 1      | 8           | 0          |
| D. Zappacosta   | 34       | 1       | 6           | 0          | 1            | 1            | 0            | 0            | 6                | 0                | 1                | 0                | 4             | 0             | 0             | 0             | 45       | 2      | 7           | 0          |
| D. Zapata       | 24       | 10      | 3           | 0          | -            | -            | -            | -            | 6                | 3                | 1                | 0                | 2             | 0             | 1             | 0             | 32       | 13     | 5           | 0          |